# Lenguas khmuicas
Las lenguas jmuicas o khmuicas son una rama de las lenguas austroasiáticas, el khmu es la única lengua del grupo con un número importante de hablantes.

## Clasificación
Las lenguas khmuicas documentadas son:
- Khao
- Bit
- Mlabri (o yumbri)
- Khang (o mang u’)
- Phong (kniang, tay phong)
- Puoc (puok, pou hok, khsing-mul)
- Khmu
- Khuen
- O’du
- Lua’ (pray)
- Mal (thin)
- Phray (pray)
- Phai (pray, theen, kha sam liam)

## Comparación léxica
Los numerales comparados de diferentes lenguas khmuicas son:
| GLOSA | Khao-bit     | Khao-bit | Mal-khmu' | Mal-khmu' | Mal-khmu'     | Mal-khmu' | Mlabri | Xinh Mul | Xinh Mul | Xinh Mul      | Xinh Mul | PROTO- KHMUICO |
| GLOSA | Bit (Phsing) | Khao     | Khmu'     | Mal       | O'du (tayhat) | Prai      | Mlabri | Bumang   | Khang    | Phong- Kniang | Pouc     | PROTO- KHMUICO |
| ----- | ------------ | -------- | --------- | --------- | ------------- | --------- | ------ | -------- | -------- | ------------- | -------- | -------------- |
| 1     | (ka nɤŋ)     | moːi     | moːi      | mǒːi      | dəːi          | mi        | mɔy    | lu24     | loːʔ24   | boː ʔan       | mot      | *moːi          |
| 2     | ka nɔŋ       | buˀa     | baːr      | piǎï      | baːr          | piaʔ      | bær̃    | bɯa24    | ʔbɯaʔ24  | baːr ʔan      | biel     | *biaːr         |
| 3     | mai pɔŋ      | pya      | peʔ       | pʰɛ       | pɛi           | pʰæʔ      | pæʔ    | pia24    | fiaʔ24   | pia ʔan       | pɛ       | *piaʔ          |
| 4     | mai pik      | poːn     | puon      | pʰoːn     | pan           | (si)      | pon    | pɔn55    | fɔːn44   | pon ʔan       | poːn     | *puon          |
| 5     | tʃik tiŋ     | (ha)     | pʰuoŋ     | (haʔ)     | sɔːŋ          | (haʔ)     | tʰəŋ   | səŋ55    | (haː33)  | boː bɨaŋ tɨəj | (ha)     | *sɔːŋ          |
| 6     | tʃɯm ram     | (hok)    | toːl      | (hok)     | tuːl          | (hok)     | tal    | (hok24)  | (hok44)  | boː vuok      | (hok)    | *toːl          |
| 7     | kɤŋ ku       | (tɕet)   | kul       | (cet)     | kyguːl        | (cet)     | gul    | (tset24) | (tɕɛt44) | (ɟiɛt)        | (tɕet)   | *gul           |
| 8     | kɤŋ mɛ       | (pɛt)    | tiː       | (pæt)     | kntɛi         | (pæt)     | tiʔ    | (pɛt24)  | (pɛːt24) | tit           | (pɛt)    | *ti-           |
| 9     | tik tɔʔ      | (kau)    | katɕ      | (kawʔ)    | kndroːŋ       | (kawʔ)    | gaiš   | (kău12)  | (kəuʔ24) | pərom         | (kau)    | *              |
| 10    | ʔai vĕʔ      | (sip)    | kan       | (sip)     | kngoːl        | (mi sip)  | gal    | (sip24)  | (sip44)  | vɨər          | (sip)    | *goːl          |

### Enlaces exteriores
- Khmuic languages page from Ethnologue site

- Datos: Q1323245